# Indo (pessoas)

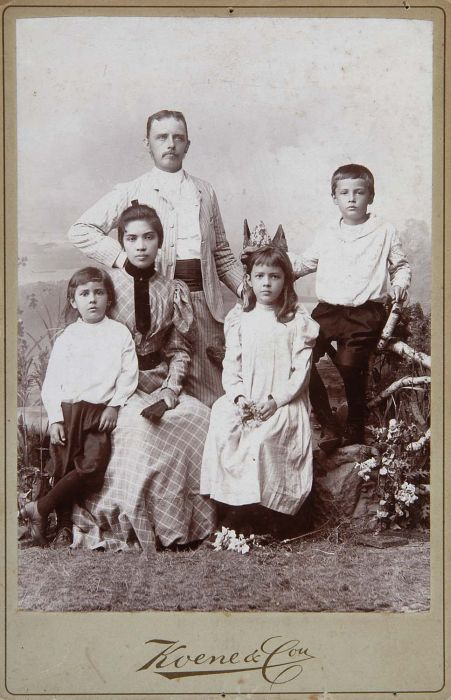
Uma família Indo nas Índias Orientais Holandesas (por volta de 1900)

Os Indos são uma comunidade étnica de ascendência euro-asiática que mora ou que esteve associada à Indonésia. Dentro de um contexto mais limitado, o termo "Indo" é usado para se referir às pessoas que moravam as antigas Índias Orientais Holandesas (actual Indonésia) e possuíam estatuto legal equivalente ao dos europeus, mesmo que tivessem pais de origem holandesa e indígena.
Em um contexto mais abrangente, um Indo é alguém com herança mista de ascendência europeia e indonésia. Os Indos estão geralmente ligados à cultura colonial das antigas Índias Orientais Holandesas, uma colônia holandesa no Sudeste Asiático (que posteriormente alcançou sua independência após a Segunda Guerra Mundial, tornando-se a atual Indonésia).
Os ancestrais europeus dessas pessoas eram predominantemente holandeses, mas também incluíam portugueses, britânicos, franceses, belgas e alemães entre outros.
"Indo" é registrado pela primeira vez em fontes em 1898, como uma abreviatura de "indo-europeu" holandês, equivalente a expressões como "indonésios holandeses", "eurasianos", "indonésios holandeses", "eurasianos", "indo-europeu", "indo-holandês" e "holandês-indo". 

## Pessoas notáveis
- Eddie Van Halen
- Alex Van Halen
- Wolfgang Van Halen
- Geert Wilders[15]
- Thierry Baudet[16]